# Provincia Norte (Nueva Caledonia)
La Provincia del Norte es una de las tres en que se divide administrativamente Nueva Caledonia con 9.583 km² y 46.900 habitantes, con capital en Koné (4.600 hab.), que comprende 16 municipios y parte de otro (Poya):
- Poindimié (26)
- Houaïlou (28)
- Koné (16)
- Canala (30)
- Ponérihouen (27)
- Poya (14)
- Koumac (19)
- Pouébo (23)
- Touho (25)
- Hienghène (24)
- Ouégoa (22)
- Voh (17)
- Kaala-Gomen (18)
- Kouaoua (29)
- Poum (20)
- Pouembout (15)
- Belep (21)

En el territorio vive el 21,1 % de la población de Nueva Caledonia, de los cuales la gran mayoría son canacos (78,7 %), con una minoría caldoche (15,6 %) y 4,2 % de otros.